# Seleção Cazaque de Futebol Feminino
A Seleção Cazaque de Futebol Feminino representa o Cazaquistão no futebol feminino internacional. 